# کوزمینکا (سرزمین آلتای)
کوزمینکا (به لاتین: Kuzminka) یک منطقهٔ مسکونی در روسیه است که در سرزمین آلتای واقع شده‌است.